# Румянцев, Владимир Олегович
Владимир Олегович Румянцев (род. 12 января 1987 года, г. Ставрополь) — российский пианист.
Победитель I Всероссийского телевизионного конкурса «Щелкунчик» (2000, Москва).
Победитель I Детского конкурса им. М. И. Глинки (1994, Москва).

## Биография
Владимир Румянцев родился в семье с музыкальными традициями. Дед пианиста, Владимир Румянцев был музыкантом. Отец, Олег Владимирович Румянцев, и мать, Ольга Николаевна Кара, преподавали в Ставропольском музыкальном училище. Играть на фортепиано начал в возрасте четырёх лет. С шести лет учился в музыкальной школе № 1 г. Ставрополя у Е. С. Серебряковой. В 7 лет впервые выступил на крупном музыкальном конкурсе, где занял первое место. С августа 1999 г. учился в МССМШ им. Гнесиных, в классе заслуженного артиста России М. С. Хохлова. В 2004 г. поступил в Московскую консерваторию (класс профессора С. Л. Доренского). Изучал камерный ансамбль под руководством мастеров фортепианного дуэта народного артиста России профессора А. Г. Бахчиева и профессора Е. Г. Сорокиной, учился концертмейстерскому искусству у Заслуженного деятеля искусств Российской Федерации В. Н. Чачавы.

## Фестивали
Как стипендиат фондов поддержки юных дарований выступал с концертами в странах Европы, Азии, Америки, а также в России. Участвовал в фестивалях стран балтийского моря (Швеция) и «Ballet Russes 2009» (2009, г. Бостон, США).

## Концертная деятельность
Владимир Румянцев входит в состав ансамбля солистов «Русская Рапсодия» под руководством Е. Волчкова. Является членом Общества венгерской музыки и музыкальной педагогики. Занимается концертмейстерством, работает с самыми юными исполнителями, ведет просветительскую работу среди молодежи.
Концертирует в составе фортепианного дуэта «Владимир Румянцев и Полина Свиридовская».

## Награды и премии
- Премия на I Детском конкурсе им. М. И. Глинки (1994, г. Москва).
- Стипендиат фонда «Новые имена» (1994).
- II Премия на Международном конкурсе юных пианистов им. Ф. Шопена (1996, г. Рим).
- II Премия на Международном конкурсе юных пианистов «Ступень к мастерству» (1997, г. Санкт-Петербург)
- I Премия на Международном конкурсе — фестивале молодых артистов-исполнителей (1997, г. Лос-Анджелес).
- I Премия на Международном конкурсе молодых пианистов в Греции (1997).
- I Премия на I Всероссийском телевизионном конкурсе юных музыкантов «Щелкунчик» (2000, г. Москва)[10].
- Стипендиат Международного Фонда Владимира Спивакова (2001).
- III Премия на Международном конкурсе пианистов (2002, Нидерланды,Enschede).
- Стипендиат фонда «Русское исполнительское искусство»[11] (2007).
- II Премия на конкурсе «Путь к мастерству» среди Высших Музыкальных учебный заведении СНГ (2007).
- Гран-при на IV Международном конкурсе «Современное искусство и образование» в номинации «Камерный ансамбль» (2009, г. Москва).
- I Премия на Всероссийском конкурсе фортепианных дуэтов им. А. Г. Бахчиева (2011, г. Вологда).
- II Премия на III Международном конкурсе пианистов Академии им. Альфреда Шнитке (2013, г. Гамбург)